# Roque Sáenz Peña
Roque José Antonio del Sagrado Corazón de Jesús Sáenz Peña Lahitte (Buenos Aires, 19 de marzo de 1851-Buenos Aires, 9 de agosto de 1914), conocido como Roque Sáenz Peña, fue un abogado y político argentino. Fue elegido presidente de la Nación Argentina como candidato del sector modernista del Partido Autonomista Nacional, ejerciendo el cargo entre 1910 y 1914, fecha en que falleció cuando aún restaban poco más de dos años de mandato. Su obra más destacada fue la elaboración y promulgación de la Ley 8.871, conocida como Ley Sáenz Peña, que instauró en Argentina el voto universal para varones, secreto y obligatorio.
Su figura es recordada en el Perú por haber sido combatiente voluntario del Ejército del Perú en la guerra del Pacífico.
Su padre, Luis Sáenz Peña, también fue presidente de la Nación, ejerciendo el cargo entre 1892 y 1895.

## Primeros años
Roque José Antonio del Sagrado Corazón de Jesús Sáenz Peña, era hijo de Luis Sáenz Peña y Cipriana Lahitte. Provenía de una familia de partidarios de Rosas: sus abuelos paterno y materno, Roque Julián Sáenz Peña y Eduardo Lahitte, habían sido diputados de la Legislatura durante el gobierno de aquél. Después de la derrota de Rosas en la batalla de Caseros, la tradición federal de los abuelos y del padre, que no cambiaron sus convicciones, los mantuvo alejados de la función pública. Cursó sus estudios secundarios en el Colegio Nacional de Buenos Aires, bajo la dirección de Amadeo Jacques. En 1875 se graduó de doctor en derecho, con una tesis sobre "Condición jurídica de los expósitos".1912
Durante la Revolución de 1874 defendió a las autoridades de la nación como Capitán del Regimiento N.º  2, bajo el mando de Luis María Campos. Vencida la revolución, fue ascendido a Segundo Comandante de Guardias Nacionales, pero solicitó ser relevado de las filas. Opositor a Bartolomé Mitre, militó en el Partido Autonomista encabezado por Adolfo Alsina y en 1876 fue elegido para una banca de Diputado en la Legislatura de la Provincia de Buenos Aires. Llegó a desempeñar la presidencia del cuerpo a los 26 años, siendo así uno de los presidentes más jóvenes de la Cámara. En 1877 fundó el Partido Republicano, junto a Leandro Alem, Aristóbulo del Valle, Hipólito Yrigoyen, Lucio Vicente López, Pedro Goyena, José Manuel Estrada y Francisco Uriburu.
En 1878, a raíz de las disidencias producidas dentro del autonomismo con motivo de la política de conciliación iniciada por el presidente Nicolás Avellaneda a la que Sáenz Peña se oponía, renunció a su cargo y terminó por abandonar transitoriamente la política.
El 4 de febrero de 1887 contrajo matrimonio en la Basílica Nuestra Señora del Pilar (Buenos Aires) con Rosa Isidora González Delgado, hija del político mendocino Lucas González y de Rosa Delgado Ibarbaltz.

## Guerra del Pacífico

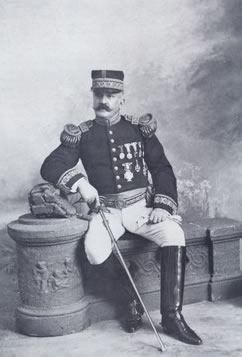
Sáenz Peña con su uniforme militar del Ejército Peruano.

Al declararse la guerra del Pacífico que enfrentó a Chile contra Perú y Bolivia, en 1879 Roque Sáenz Peña se ausentó silenciosamente de su país viajando hacia Lima. Ofreció sus servicios al Perú, que le otorgó el grado de teniente coronel (Comandante). En la batalla de Tarapacá sirvió al mando del coronel Andrés Avelino Cáceres, donde su bando obtuvo un triunfo transitorio sobre Chile. En la batalla de Arica estuvo al mando del batallón Iquique, después de ser herido en el brazo derecho y contemplar impotente la muerte de muchos de sus camaradas peruanos, cayó prisionero en manos del capitán del 4.º de Línea del ejército chileno Ricardo Silva Arriagada.

Don Roque Sáenz Peña sigue tranquilo, impasible; alguien me dice que es argentino; me fijo entonces más en él; es alto, lleva bigote y barba puntudita; su porte no es muy marcial, porque es algo gibado; representa unos 32 años; viste levita azul negra, como de marino; el cinturón, los tiros del sable, que no tiene, encima del levita; pantalón borlón, de color un poco gris; botas granaderas y gorra, que mantiene militarmente. A primera vista se nota al hombre culto, de mundo.
Más tarde entregué mis prisioneros a la Superioridad Militar, que los deposita, primero en la Aduana, y después los embarcan en el Itata.
Ricardo Silva Arriagada 

Roque Sáenz Peña fue sometido a un Consejo de Guerra y se lo confinó cerca de la capital chilena. Puesto en libertad luego de seis meses, a instancias de su familia y del gobierno argentino, regresó a Buenos Aires en septiembre de 1880. El Congreso de la Nación Argentina, en voto unánime, le devolvió la ciudadanía argentina, que había perdido ipso iure al incorporarse al Ejército peruano.

## Los años de funcionario

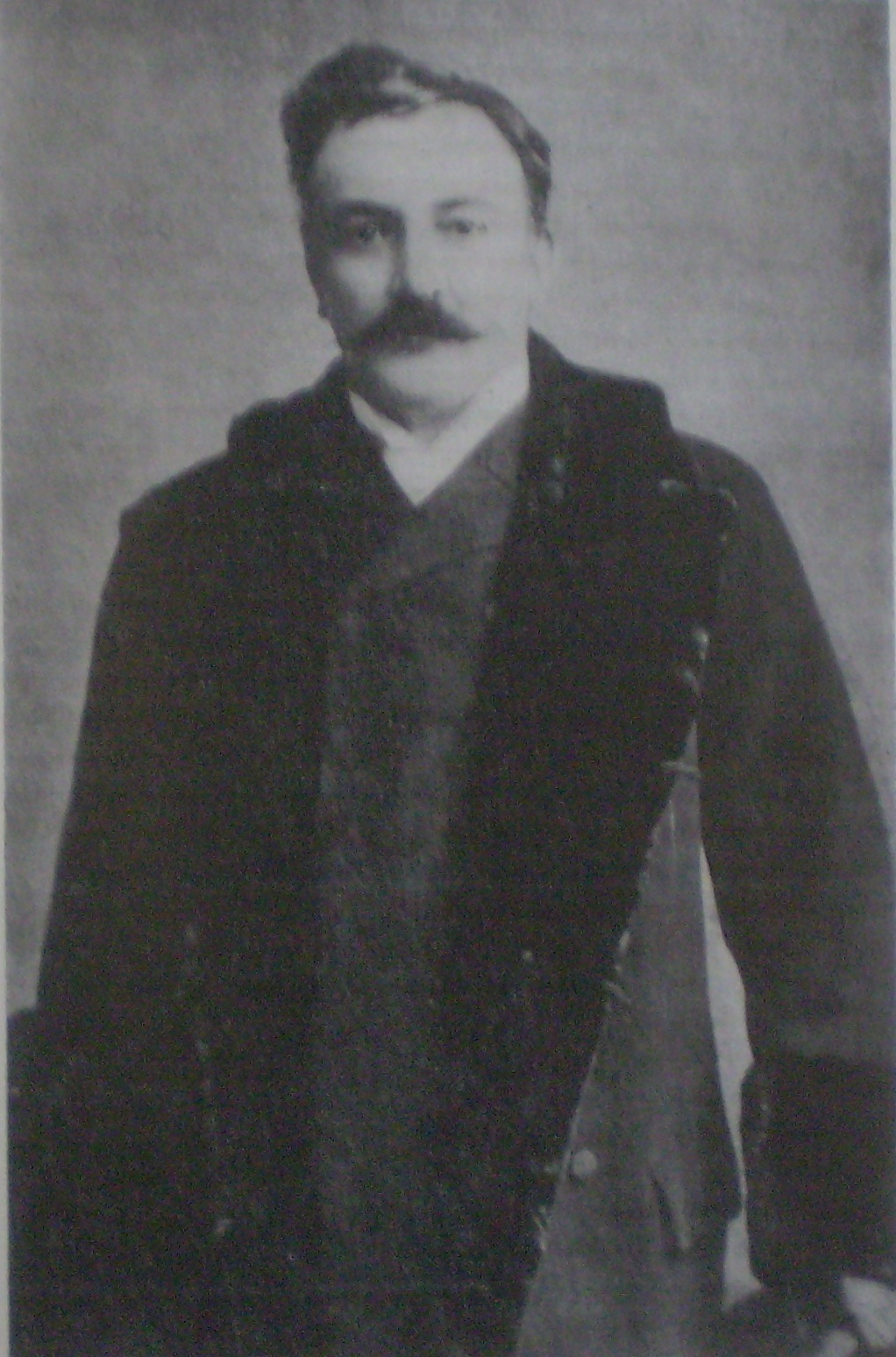
Roque Sáenz Peña en su juventud

Presidía entonces el país el general Julio Argentino Roca, y su Ministro de Relaciones Exteriores, Bernardo de Irigoyen lo nombró Subsecretario en 1880. Un año después renunció al cargo de Subsecretario, y se trasladó a Europa por dos años.
Roque Sáenz Peña fue iniciado masón el 14 de marzo de 1882 en la Logia Docente.
En 1884, ya de regreso en Buenos Aires, concibió el proyecto de fundar la revista Sud América junto a sus amigos Paul Groussac, Carlos Pellegrini y Exequiel Ramos Mejía, en la que sus ideas americanistas fueron publicitadas ampliamente. Desde la publicación enfrentó las ideas de Dardo Rocha.
Apoyó la candidatura presidencial de Miguel Juárez Celman. En 1887, con Juárez Celman ya en la presidencia, fue designado embajador plenipotenciario en el Uruguay. En 1889 resaltaba como representante del país en la Conferencia de Montevideo sobre Derecho internacional privado.
En 1889 - 1890, junto a Manuel Quintana representó a la Argentina en la Conferencia de Washington. Allí defendió el principio de inviolabilidad de los estados y se opuso ardorosamente al proyecto estadounidense de crear una unión aduanera continental y una moneda única en el continente. A la Doctrina Monroe, que sostenía la consigna "América para los americanos", opuso la consigna "América para la humanidad". El prestigio adquirido por su actuación diplomática en Washington, y la crisis política y financiera de la administración juarista, lo catapultaron al Ministerio de Relaciones Exteriores y Culto el 18 de abril de 1890, posición que ostentó hasta la renuncia del presidente en agosto. Al asumir la presidencia Carlos Pellegrini, Saénz Peña fue designado presidente del Banco Nacional.
La tarea de saneamiento bancario no era sencilla. La crisis financiera de 1889, por la continua suba del precio del oro, y la enorme flexibilidad del sistema de préstamos del unicato, destinado a financiar la compra de tierras, y las inversiones en la Bolsa, hicieron de cumplimiento imposible las obligaciones de las entidades bancarias oficiales, entre las que se contaban el Banco Nacional y el Banco de la Provincia de Buenos Aires. En ese contexto, la suscripción de un empréstito interno por medio de la Bolsa, a iniciativa del presidente Pellegrini, fracasó y significó la suspensión de las operaciones de los bancos oficiales el 7 de abril de 1891. El Banco Nacional no logró recuperarse jamás y se apagó finalmente en 1893.

## El Partido Modernista
En medio de la grave crisis política y económica que sacudía al país, la figura del joven Roque Sáenz Peña se perfiló como favorita para la elección presidencial de 1892 impulsada por el flamante Partido Modernista creado por el gobernador de Buenos Aires, Julio Costa, el 17 de diciembre de 1891. Fue el primer intento serio de renovación institucional y política realizado por los sectores conservadores desde 1880, y contaba con fuertes apoyos políticos: la juventud juarista; los gobernadores de Buenos Aires, Córdoba, Santa Fe, Entre Ríos, Corrientes y Santiago del Estero; e importantes figuras antirroquistas como el cordobés Manuel D. Pizarro.
Sin embargo, la candidatura del joven abogado porteño tuvo enemigos importantes, pues amenazaba con quitarle el control al Partido Autonomista Nacional del expresidente Julio Argentino Roca, enfrentado políticamente con los jóvenes juaristas y a quien Sáenz Peña llamaba "Napoleón de azúcar rubia". Para dificultar su candidatura, Bartolomé Mitre, líder de la Unión Cívica Nacional y en connivencia con Roca, impulsó la del propio padre de Roque, el juez de la Suprema Corte de Justicia, Luis Sáenz Peña.
La figura opaca e intrascendente políticamente del padre, Luis, exlegislador y ex vicegobernador de Buenos Aires, alcanzaba para herir de muerte la candidatura del hijo, "el muchacho Roque", y la de su íntimo amigo Bernardo de Irigoyen, sostenido por la revolucionaria Unión Cívica Radical. El Mosquito se mofaba del magistrado del alto tribunal presentándolo como un Guillermo Tell envejecido y senil, renuente a disparar contra la cabeza del hijo la flecha alcanzada por Roca y Mitre.
Antes que enfrentarse con su padre, Roque prefirió renunciar a su candidatura y dar muerte al Partido Modernista, tras lo cual declaró:

"Lamento que circunstancias ajenas a mi voluntad, pero no extrañas a mi corazón, me impidan aceptar el alto honor".

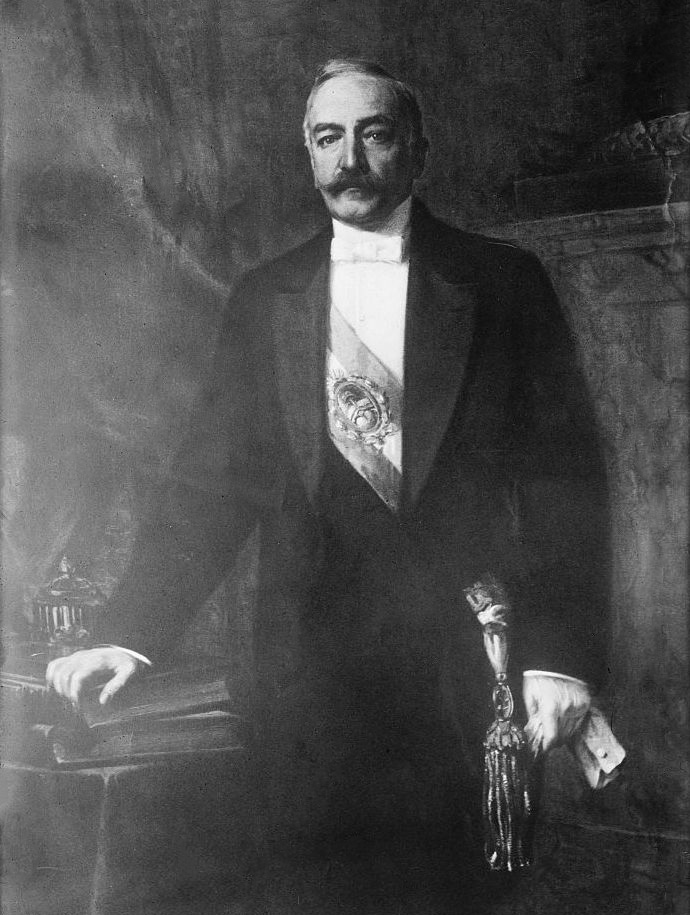
Fotografía de Roque Sáenz Peña de cuerpo entero.

Las elecciones dieron como triunfador a Luis Sáenz Peña, que designó a Roque jefe del Regimiento de Guardias Nacionales. En junio de 1892 se incorporó a la Cámara de Senadores de la Provincia de Buenos Aires, pero al poco tiempo renunció a ambos cargos para retirarse de la vida pública.
El modernismo continuaría como corriente interna del PAN, liderada por el propio Roque Sáenz Peña.

## El liderazgo del movimiento antirroquista
La alianza política entre Pellegrini y Roca se debilitó en julio de 1901, sin desaparecer del todo aún, por diferencias en torno a un proyecto financiero. En ese contexto, Roque Sáenz Peña encabezó la lista de diputados nacionales del pellegrinismo en la Capital Federal que fue derrotada en los comicios del 9 de marzo de 1902. Como aún regía el sistema de lista completa de la Ley 140, el excanciller no pudo ingresar al Congreso nacional.
A partir de julio de 1902 se produjo en la República Argentina una división formal y definitiva en el Partido Autonomista Nacional en torno a la sucesión del dos veces presidente Julio A. Roca. La "convención de notables", instaurada desde 1903 como órgano no formal de selección del candidato presidencial del partido dominante, se fracturó en torno al incumplimiento del compromiso de postular al expresidente Carlos Pellegrini y la decisión de Roca de impulsar al abogado Manuel Quintana en la elección de 1904.
Allí nacen dos expresiones políticas dentro de la ideología conservadora: los "autonomistas nacionales" o roquistas, con su política intransigente de mantener el fraude electoral, y los "autonomistas" o pellegrinistas, sectores escindidos del P.A.N. influidos por las revoluciones radicales, los atentados anarquistas y las huelgas obreras. Una de las mayores preocupaciones de los pellegrinistas era transpolar las protestas de las calles al parlamento dando cabida política a los nuevos actores sociales. Para ello se hacía necesario dar espacios de representación al principal partido opositor, la Unión Cívica Radical, pero también al moderado Partido Socialista. De esa manera, se debilitaría a las tres grandes fuerzas sociales emergentes de la época: el movimiento obrero, el socialismo y el anarquismo.
Al producirse la ruptura del P.A.N. y confirmarse la candidatura de Quintana el 12 de octubre de 1903, Sáenz Peña organizó un banquete de desagravio a Pellegrini dos días después en el Café de París. Allí, el expresidente anunciaba las razones del nuevo movimiento político antirroquista: "El partido político al que pertenecimos ha desaparecido sustituyéndole una sola cabeza que piensa, una voluntad que resuelve, una voz que ordena, un elector que elige".
Entre los vaivenes institucionales de la política presidencial de Manuel Quintana y la revolución radical de 1905, los enemigos de Julio A. Roca superaban en número a sus amigos y aliados. Es así, que en la elección del 11 de marzo de 1906, nuevamente bajo el sistema de lista completa, se impuso la coalición "Concentración Popular" a la lista oficialista en medio de escándalos y protestas por compra de votos. Un frente político de exmodernistas, mitristas, el conservador Benito Villanueva y radicales bernardistas que postulaba a Carlos Pellegrini, Emilio Mitre, Roque Sáenz Peña y Ernesto Tornquist en los primeros lugares.
El año 1906 fue el tiempo del ocaso del sistema personalista y del fraude institucional en Argentina, marcado por la muerte de algunos de sus principales referentes políticos y el nacimiento de nuevos liderazgos. El 9 de enero falleció Bartolomé Mitre, que aunque había anunciado su retiro de la política al cumplir la edad de 80 años seguía gozando de cierta influencia al menos en la Capital y la Provincia de Buenos Aires; el 12 de marzo, menos de 24 horas después de la derrota del oficialismo en la Capital, murió el presidente Manuel Quintana; el 17 de julio, falleció Carlos Pellegrini; y el 27 de diciembre, murió Bernardo de Irigoyen.
En ese marco fatídico, Roque Sáenz Peña se transformó en el heredero político de Pellegrini y en el candidato "natural" de los conservadores reformistas para la presidencia en 1910, por su prestigio internacional y su cercanía política al nuevo presidente de la República, José Figueroa Alcorta.
El mayor reconocimiento internacional, aunque no exento de críticas en los círculos políticos de Buenos Aires, provino del Perú por su actuación militar. En 1879, se alistó para combatir por el Perú en atención a sus convicciones, durante la cruenta guerra que libraba con Chile. Incorporado con el grado de teniente coronel asistió a la Batalla de Tarapacá, donde comandó el batallón Iquique, trasladándose después a Arica. El 5 de junio de 1880, los chilenos bombardearon desde mar y tierra esa plaza e iniciaron el asalto el día 7. El combate concluyó en el Morro y su resultado fue favorable a Chile. El teniente coronel Sáenz Peña combatió con valor en esa acción, viendo caer a su lado a otros jefes peruanos, como los coroneles Francisco Bolognesi y Juan Guillermo More Ruiz. El 25 de octubre de 1885 el gobierno del Perú lo ascendió a coronel y años más tarde, el 26 de agosto de 1905, a propuesta del presidente peruano José Pardo Barreda, el Parlamento le otorgó el cargo de "General de Brigada" y el 5 de octubre de 1905 se dio la autorización por ley del Congreso Argentino a Roque Sáenz Peña para aceptar el cargo de "General del Ejército del Perú".
El 6 de noviembre, en la ceremonia de inauguración del monumento al coronel Bolognesi, se le dio el mando del Ejército del Perú al general Roque Sáenz Peña, durante la ceremonia. Se hizo tocar llamada de honor y los comandantes de cada una de las unidades hizo entrega de ellas a Sáenz Peña. El ayudante del ministro de guerra, teniente coronel Dupont, hizo entrega del mando pronunciando las siguientes palabras: "De Orden Suprema, entrego el mando del Ejército del Perú al general Roque Sáenz Peña, a quien se obedecerá y respetará". El Perú honró a Sáenz Peña con los siguientes premios y reconocimientos: Medalla de Plata de Tarapacá, honras al declararlo Benemérito del Perú y darle el Mando del Ejército Peruano para la Ceremonia del Monumento al general Bolognesi y Medalla de Oro de esa Ceremonia.
En 1906 el gobierno de José Figueroa Alcorta lo designó representante extraordinario para asistir a los actos de la boda del rey Alfonso XIII de España. Allí fue nombrado enviado extraordinario y ministro plenipotenciario ante España, Portugal, Italia y Suiza. De regreso a la Argentina, en 1907 fue nombrado para encabezar las misiones diplomáticas en Suiza e Italia. Llegado a Roma, recibió instrucciones de su gobierno para representar al país en la Segunda Conferencia de Paz de La Haya junto a Luis María Drago; allí sostuvieron una posición favorable a la creación de un tribunal internacional de arbitraje. En 1909 formó parte del tribunal arbitral que lauda las diferencias entre Estados Unidos y Venezuela. Su misión diplomática ante los gobiernos italiano y suizo se prolongó hasta 1910; en Italia se enteró de su proclamación oficial como candidato a Presidente de la República.

## Presidente de la Nación

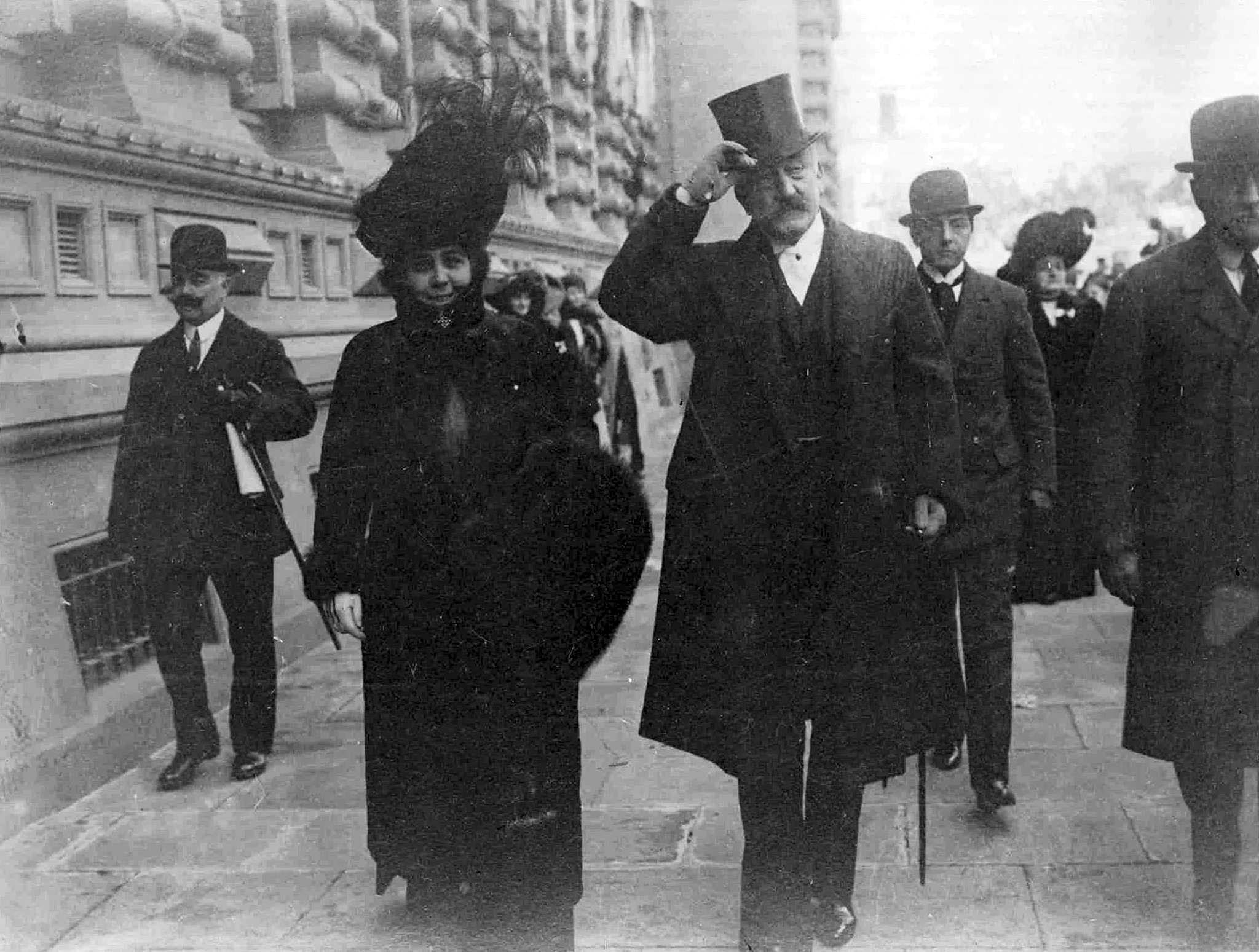
Sáenz Peña y su esposa salen del Palacio Sarmiento, 1911.

En los primeros meses de 1909 comienza a elaborarse la candidatura presidencial de Roque Saenz Peña y, su amigo personal Paul Groussac, publicó un artículo titulado Saenz Peña, alabando sus condiciones y apoyando tal candidatura. El 4 de septiembre de 1909, cuando su postulación ya estaba consolidada y aceptada, Saenz Peña salió para Europa quedando sin definir quién lo acompañaría como candidato a vicepresidente. Quienes se mencionaban para ello en la prensa eran Manuel de Iriondo, Benito Villanueva,  Pedro Olachea Alcorta y el ministro del Interior Marco Avellaneda, quien decía contar con el apoyo del presidente Figueroa Alcorta.  Hubo varias reuniones de sus partidarios sin que llegaran a un acuerdo y Saenz Peña, que hasta el momento había dejado que sus partidarios eligieran el candidato a vicepresidente, se alarmó considerando que si aparecía como un nombramiento por indicación de Figueroa Alcorta su investidura se vería menoscabada y el 1.º de diciembre de 1909 publicó una carta expresando su preferencia por Victorino de la Plaza. El 2 de diciembre se reunió la asamblea de la Unión Nacional y votó a favor de la candidatura de la Plaza.
El acto electoral que llevó a Roque Sáenz Peña a la presidencia de Argentina se llevó a cabo el 13 de marzo de 1910, con gran cantidad de irregularidades habituales en esa época. El nuevo presidente ni siquiera había participado de la campaña electoral: era el embajador argentino en Italia. En las elecciones participó una única lista de candidatos a electores, de los cuales diez —sobre 273— no votaron por Sáenz Peña.
Días antes de asumir la presidencia, Sáenz Peña se encontró con el presidente Figueroa Alcorta y con el líder de la oposición, Hipólito Yrigoyen. En esta última entrevista el líder radical se comprometió a abandonar la vía revolucionaria, y Sáenz Peña a promulgar una ley electoral que modernizara los comicios e impidiera el fraude electoral. Yrigoyen pidió la intervención de las provincias para impedir que sus gobernadores interfirieran con dicho proceso, Sáenz Peña se negó pero permitió que el radicalismo formara parte del gobierno.

### Gestión de gobierno

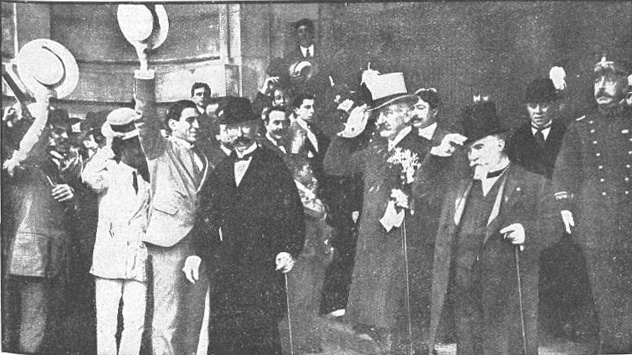
Sáenz Peña visita al Gobernador de Buenos Aires José Arias, en 1912.

A partir del momento en que se hizo cargo del gobierno —el 12 de octubre de 1910— Roque Sáenz Peña cambió el aspecto de la Casa Rosada, agregándole un lujo ostentoso al ceremonial.
Su mandato estuvo signado por la discusión en torno a la reforma electoral y sus resultados inmediatos, y buena parte de los hechos políticos de esos años quedaron eclipsados por esa disputa. Por ejemplo, se inauguró el primer subterráneo en Buenos Aires, y se terminó la monumental Estación Retiro.
En 1912 se sancionó –a iniciativa del Ministro de Agricultura, Ezequiel Ramos Mexía- la Ley 5.599, de Fomento de los Territorios Nacionales. La mayor parte de los territorios nacionales tenía la enorme mayoría de su población concentrados en su litoral marítimo o fluvial; por esa razón, la ley preveía –y en gran medida logró– la construcción de gran cantidad de ramales ferroviarios, que permitieran el establecimiento de su población hacia el interior. Se construyeron ramales en los territorios nacionales del Chaco, Formosa, Río Negro, Chubut y Santa Cruz; e incluso llegó un ramal ferroviario a Posadas, capital de Misiones.
En junio de 1912 estalló un gran movimiento de protesta de los chacareros arrendatarios contra el empeoramiento de las condiciones de sus contratos con los propietarios de los campos que trabajaban, conocido como Grito de Alcorta. El mismo se extendió por toda la región pampeana y terminó con una masiva baja de los arrendamientos. Marcó la irrupción de una porción de la clase media rural, formada por los chacareros, en la política nacional del siglo XX. Pero al mismo tiempo inició una tendencia gradual a la administración propia de los campos por los propietarios, que comenzaron a considerar peligrosa la presencia de arrendatarios.
El 10 de agosto de 1912, firmó el decreto de la creación de la Escuela Militar de Aviación (EMA) junto a Gregorio Vélez, según consta el boletín oficial 692-2parte. En el mismo se establecía que mientras tanto no hubiera personal militar preparado en Aerostación y Aviación la Dirección Técnica se encontraría a cargo del Aeroclub Argentino y la Dirección Militar a cargo de Jefe del Ejército Argentino con el título de Director de la Escuela de Aviación Militar. La Dirección de la escuela pertenecería al Ministerio de Guerra.

### La Ley Sáenz Peña

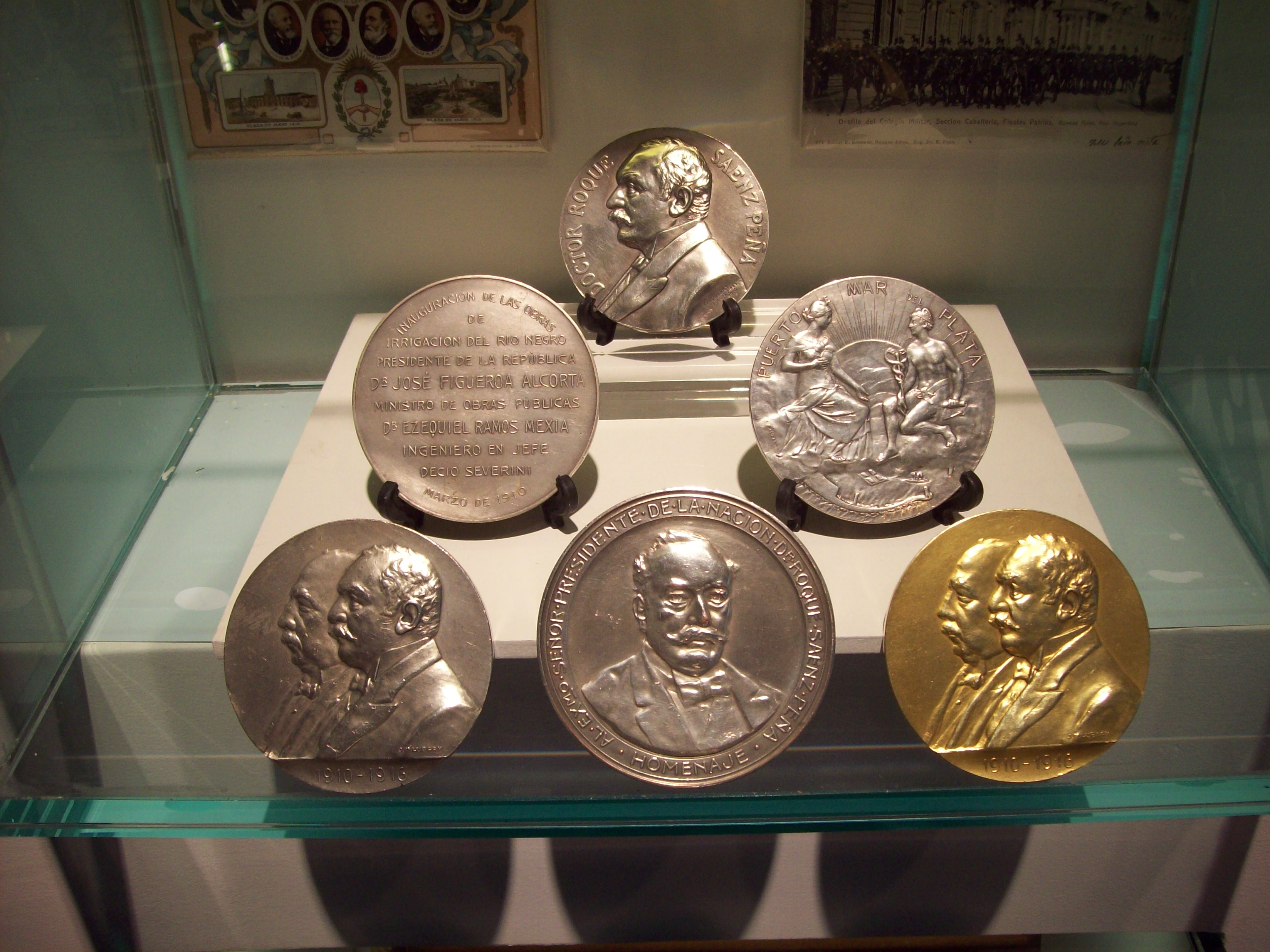
Medallas en homenaje, expuestas en el Museo del Bicentenario.

Sáenz Peña era un demócrata convencido; pensaba que, libre de los políticos profesionales, el pueblo iba a elegir a los mejores para su gobierno. También estaba preocupado por la cuestión social, es decir, por la posibilidad de que –alejados de la política– los obreros pudieran adherir al anarquismo o al socialismo. Por último, temía que la enorme proporción de población extranjera, que no participaba de ningún modo en la política, pudiera caer en posturas maximalistas o permanecer como un cuerpo extraño en la sociedad. Por todas estas razones apoyó la reforma política basada en el voto universal y libre.
Dados los antecedentes de presión sobre los votantes –que votaban en voz alta– la única posibilidad de libertad electoral era el sufragio secreto, por medio de boletas escritas en sobres cerrados. Y para asegurarse que nadie fuera impedido de concurrir a votar, lo hizo también universal y obligatorio. Como padrón electoral se utilizaría el padrón militar. Por otro lado, la participación de la población en las elecciones era bajísima, superando apenas el 20% de los electores potenciales.
Sáenz Peña presentó el proyecto en el Congreso con estas palabras:

"He dicho a mi país todo mi pensamiento, mis convicciones y mis esperanzas. Quiera mi país escuchar la palabra y el consejo de su primer mandatario, quiera el pueblo votar."

El encargado de diseñar el proyecto y defenderlo en el Congreso fue el ministro del Interior, el católico Indalecio Gómez. Debió enfrentar la dura resistencia de los diputados conservadores, cuyos privilegios se veían claramente amenazados por la reforma, y que desconocían otra forma de hacer política. Así, muchos legisladores de los sectores conservadores, aún no oponiéndose abiertamente, obstaculizaron la reforma. Tras un mes de discusión en la Cámara de Diputados y una semana en el Senado, la Ley Sáenz Peña fue aprobada y promulgada el 13 de febrero de 1912.
La ley fue un gran avance en su tiempo ya que permitía a grandes masas poblacionales participar del acto electoral, aunque aún distaba de ser completamente universal: las mujeres y los extranjeros —que por entonces eran una gran parte de la sociedad— aún no tenían derecho a voto. Aunque no votaban, en cambio eran tenidos en cuenta al determinar la población de los distritos y la cantidad de diputados que podían elegirse por cada uno.
La primera prueba de la Ley en funcionamiento fue en una elección provincial: la Provincia de Santa Fe fue intervenida por el gobierno, que ordenó celebrar las elecciones de gobernador de acuerdo con la Ley Sáenz Peña; la UCR abandonó el abstencionismo y participó, logrando la victoria. Poco después obtenía una nueva victoria en las elecciones de diputados en la Ciudad de Buenos Aires, en unas elecciones en que la participación popular ascendió al 62.85% del padrón electoral; en las mismas también obtuvo un notable crecimiento el Partido Socialista.

### El Grito de Alcorta
Durante 1912 se produjo la rebelión agraria de pequeños y medianos arrendatarios rurales que se conoce como Grito de Alcorta que sacudió el sur de la provincia de Santa Fe (Argentina) y se extendió por toda la región pampeana, con centro en la ciudad de Alcorta, y que marcó la irrupción de los chacareros (mayoritariamente procedentes de inmigrantes europeos, especialmente italianos y españoles) en la política nacional del siglo XX, dando origen además a su organización gremial representativa, la Federación Agraria Argentina. Pedían la rebaja de los arrendamientos, la libertad de contratación, un mínimo de cuatro años para los contratos, cosas lógicas.

### Gabinete de ministros
Nota: Los ministros nombrados el día 12 de febrero de 1914 y asumidos el día 16 fueron nombrados por el vicepresidente De la Plaza, mientras Sáenz Peña continuaba en uso de su licencia por la enfermedad que le llevaría a la muerte, sin haber reasumido el cargo.

## Fallecimiento

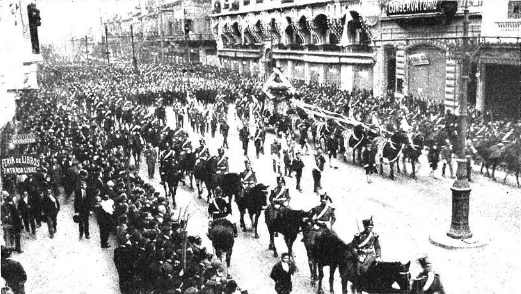
Funeral de Sáenz Peña avanzando en la avenida Callao.

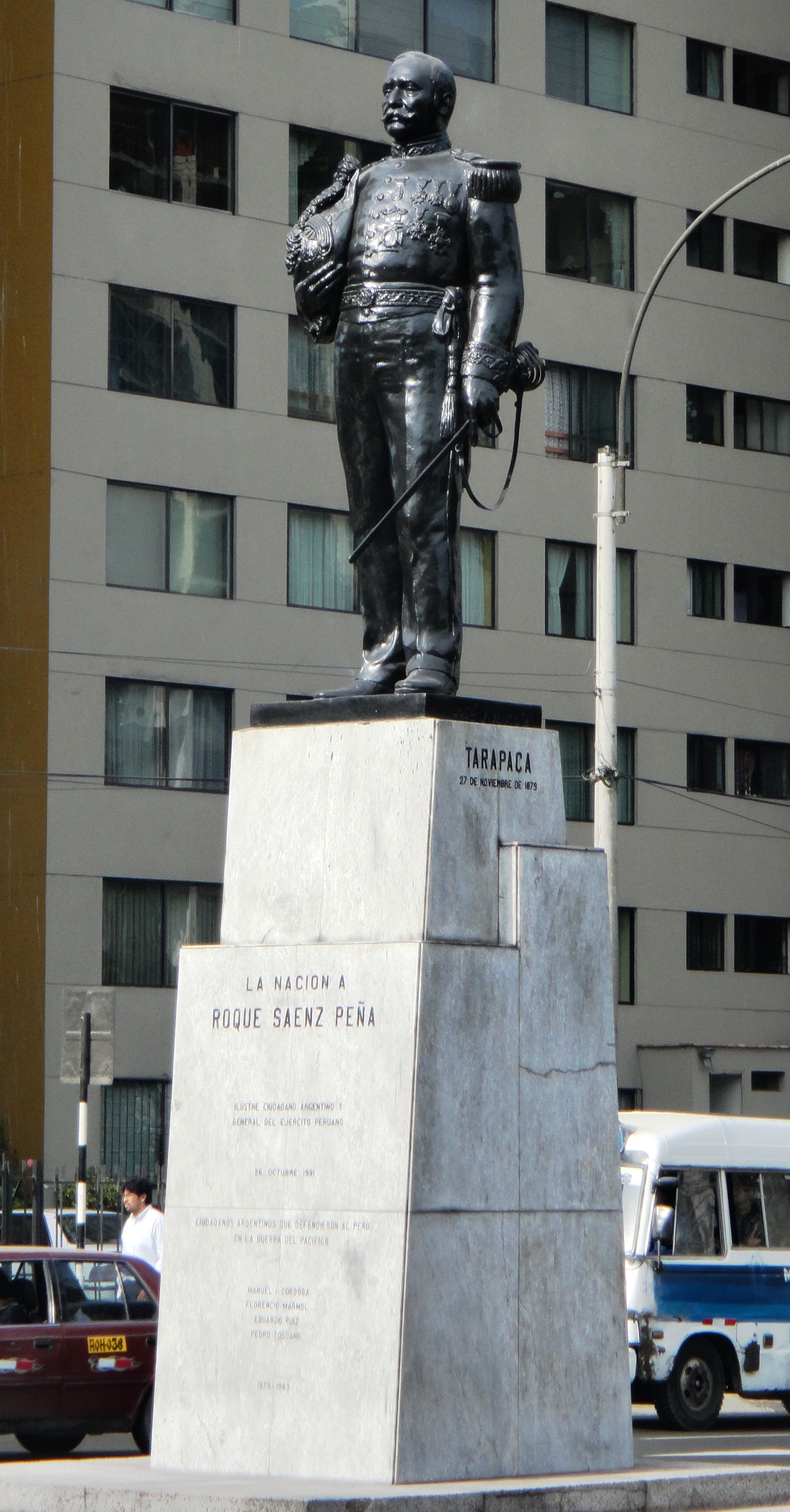
Monumento de Roque Sáenz Peña en Lima, Perú

Desde el momento de la asunción de Roque Sáenz Peña como presidente, su salud no era buena, pero la misma empeoró sensiblemente a partir del año 1913. La versión que circulaba en la época era que el presidente sufría las consecuencias neurológica de una sífilis que se habría contagiado durante la Guerra del Pacífico. Varias veces debió solicitar licencia. Sáenz Peña fue el único presidente que vivió en la Casa Rosada a causa de su sensible salud que le impedía trasladarse con su carreta desde su hogar. Adoptó un sector como su vivienda e hizo poner calefacción, alfombras, sillas mecedoras y vitraux.
Finalmente, delegó el mando presidencial a su vicepresidente Victorino de la Plaza. Murió el 9 de agosto de 1914, dos años antes de terminar su mandato, y fue enterrado al día siguiente en el Cementerio de la Recoleta en Buenos Aires.

## Homenajes
La figura de Roque Sáenz Peña -como militar- es muy recordada en el Perú, donde muchas ciudades de este país tienen una calle con el nombre de Sáenz Peña y hay monumentos a su memoria. En la ciudad de Lima, se expone el histórico monumento hecho por el escultor José Vivanco Quintanilla, en la avenida Javier Prado, en el distrito de San Isidro. Una de las principales avenidas de la Provincia Constitucional de El Callao lleva su nombre.
En Argentina, principalmente en Buenos Aires, también es muy homenajeado, habiendo calles, avenidas, localidades y un departamento con su nombre. La segunda ciudad de la provincia del Chaco homenajea su presidencia. Un departamento de la provincia de Córdoba, el departamento Presidente Roque Sáenz Peña, también es en homenaje a él.
En Río de Janeiro, su nombre es recordado en la plaza Sáenz Peña y la estación de subte respectiva.